# 台湾橐吾
台湾橐吾（学名：Ligularia kojimae）是菊科橐吾属的植物，为台灣特有植物。分布在台湾等地，多生长于河边、山坡、林下或岩石，目前尚未由人工引种栽培。

## 别名
高山橐吾（台湾植物志）